# Wojciech Pszczolarski
Wojciech Pszczolarski (Breslavia, 26 de abril de 1991) es un deportista polaco que compite en ciclismo en las modalidades de pista, especialista en las pruebas de puntuación y madison, y ruta.
Ganó una medalla de bronce en el Campeonato Mundial de Ciclismo en Pista de 2017 y tres medallas en el Campeonato Europeo de Ciclismo en Pista entre los años 2015 y 2018.

## Medallero internacional
| Campeonato Mundial | Campeonato Mundial     | Campeonato Mundial | Campeonato Mundial |
| Año                | Lugar                  | Medalla            | Competición        |
| ------------------ | ---------------------- | ------------------ | ------------------ |
| 2017               | Hong Kong ( China)     | Medalla de bronce  | Puntuación         |
| Campeonato Europeo |                        |                    |                    |
| Año                | Lugar                  | Medalla            | Competición        |
| 2015               | Grenchen ( Suiza)      | Medalla de oro     | Puntuación         |
| 2017               | Berlín ( Alemania)     | Medalla de bronce  | Madison            |
| 2018               | Glasgow ( Reino Unido) | Medalla de oro     | Puntuación         |